# Salammbô
Salammbô è un romanzo storico francese di Gustave Flaubert (1821-1880), pubblicato nel 1862, ambientato nella città di Cartagine (nell'odierna Tunisia) durante la Rivolta dei mercenari del III secolo a.C. È considerato uno dei capolavori di Flaubert e della letteratura mondiale in generale.

## Trama
Durante la prima guerra punica, che ha opposto Roma e Cartagine, quest'ultima ha fatto ricorso a mercenari di diverse nazionalità. Esasperati per non avere ricevuto il soldo pattuito, i soldati barbari si ribellano e assediano la città che li ha arruolati. Matho, uno dei capi della rivolta, è innamorato di Salambò, la figlia di Amilcare Barca, dopo averla intravista durante una festa nei giardini di suo padre. Il suo amico Spendio lo incita a rubare lo zaimph, il velo sacro protettore di Cartagine, conservato nel tempio della dea lunare Tanit, cui Salambò è devota. Proprio mentre tutto sembra perduto per Cartagine, Amilcare vi fa ritorno, prende il comando dell'esercito e passa all'attacco. Ma dopo un primo successo, il numida Narr'Havas, suo iniziale alleato, si unisce ai rivoltosi e aiuta loro a battere i punici.
Fallita l'opzione militare, il sommo sacerdote di Tanit, Schahabarim, ordina a Salambò di andare a recuperare il velo sacro, nella speranza che esso possa giovare alla salvezza di Cartagine. La fanciulla si reca quindi nel campo dei mercenari, si concede a Matho e riesce a riprendere il talismano. Narr'Havas, cui Amilcare promette la mano della figlia, torna però a essere alleato di Cartagine; la rinnovata coalizione di Cartaginesi e Numidi riuscirà così a respingere gli assedianti in una stretta vallata del monte dell'Ascia dove moriranno di fame e di sete. Catturato, Matho viene consegnato al popolo e muore ai piedi di Salambò, che spira a sua volta prima delle nozze con Narr'Havas.

## Commento

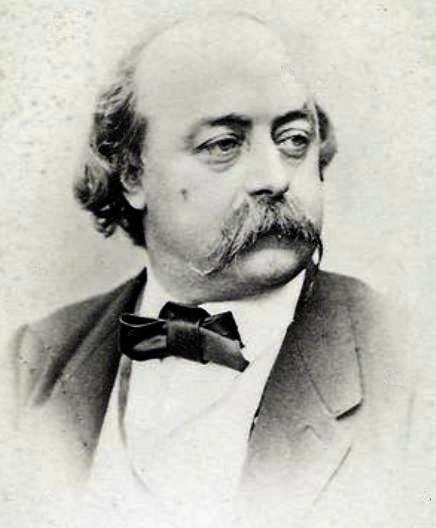
Gustave Flaubert

Dopo l'uscita di Madame Bovary, Flaubert iniziò le prime stesure di Salammbô nel settembre del 1857. Qualche mese prima, dopo aver vinto il processo che era stato intentato contro Madame Bovary, aveva espresso, in una lettera alla signorina Leroyer de Chantepie, il proposito di staccarsi letterariamente dal mondo contemporaneo, e di lavorare ad un romanzo la cui azione si colloca tre secoli prima di Cristo. Tra aprile e giugno del 1858, soggiornò a Tunisi per impregnarsi dell'ambiente in cui si svolge la sua storia. Se per la trama si era basato sulla propria immaginazione, l'autore aveva consultato i testi di Polibio, Appiano, Plinio, Senofonte, Plutarco, e Ippocrate per tratteggiare il mondo antico e descrivere il colore locale. Fin dalla sua pubblicazione, nel 1862, il romanzo conobbe un successo immediato, nonostante alcune critiche prevedibili (Charles Augustin Sainte-Beuve) ma con qualificati incoraggiamenti (Victor Hugo, Jules Michelet, Hector Berlioz).

## Adattamento a fumetti

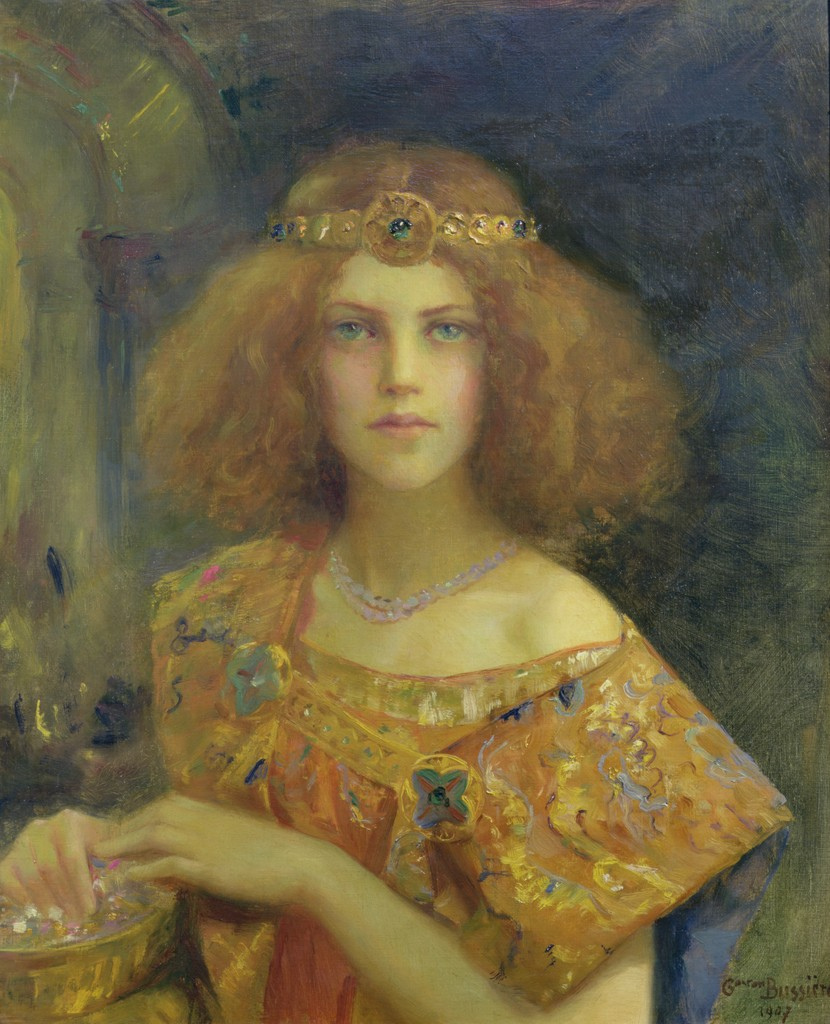
Salammbô, ritratto di Gaston Bussière, 1907

Philippe Druillet ha realizzato un libero adattamento del romanzo a fumetti, in cui il suo personaggio-feticcio, Lone Sloane, si incarna in Matho. Questa serie, che unisce storia antica e fantascienza, è comparsa per la prima volta nella rivista Métal hurlant, poi nel giornale Pilote a partire dal 1980.
Le avventure sono state riunite dalle edizioni Dargaud in tre album (firmati congiuntamente Gustave Flaubert e Philippe Druillet):
- Salammbô
- Carthage
- Matho

## Adattamenti nel melodramma
Il romanzo di Flaubert ha ispirato due compositori del XIX secolo: il francese Ernest Reyer e il russo Modest Petrovič Musorgskij. Il Salammbô di Reyer, su libretto di Camille du Locle, è stato rappresentato per la prima volta nel 1890 al Théâtre de la Monnaie di Bruxelles. Il Salammbô di Musorgskij, iniziato nel 1863 su libretto dello stesso compositore, non venne invece mai completato.
Salammbô ha ispirato anche un compositore contemporaneo, Philippe Fénelon, che ha firmato un'opera in tre atti e otto scene (libretto di Jean-Yves Masson), rappresentata nel maggio del 1998 all'Opéra Bastille di Parigi.
In ambito cinematografico, l'aria di un'opera immaginaria di nome Salammbô viene cantata dalla moglie di Kane nel film Quarto potere di Orson Welles.

## Adattamenti nei film
La "Pasquali Film" di Torino produsse nel 1914, per la regia di Domenico Gaido, il film muto Salambò, che uscì poi nelle sale nel gennaio 1915.
Nel 1925, uscì un Salammbô, anch'esso muto, diretto da Pierre Marodon, co-produzione franco-austriaca girata a Vienna e realizzata da Arnold Pressburger.
Vi è inoltre un film Salambò (1960, colore, coproduzione italo-francese), per la regia di Sergio Grieco, soggetto di John Blamy, con Jeanne Valérie (Salammbô), Jacques Sernas (Mathos), Edmund Purdom (Narr Havas), Riccardo Garrone (Amilcare), Arnoldo Foà (Spendius).
Salammbo ha fornito anche lo spunto (molto libero) per il notissimo film muto italiano Cabiria, realizzato nel 1914 dalla "Itala Film" di Torino, il primo dei molti film in cui compare il personaggio di Maciste.

## Edizioni italiane
- trad. anonima, Napoli: Bideri, 1904
- trad. Aristide Polastri, Milano: Sonzogno, 1905
- trad. Camillo Sbarbaro, Torino: Einaudi, 1943
- trad. Emilio Castellani, Torino: Utet, 1948
- trad. Teresa Cremisi, Milano: Mondadori, 1959; Oscar, 1986; a cura di Giovanni Bogliolo, I Meridiani 1997
- trad. Renato Prinzhofer, Milano: Mursia, 1961
- trad. Leonardo Greco ed Elyane Masson, Palermo: ESA, 1979
- trad. Ezio Fischetti, introduzione di Carlo Bo, appendice e note di G. B. Angioletti, Milano: Rizzoli, 1981
- trad. Lanfranco Binni, Firenze: Giunti, 1994
- trad. Elina Klersy Imberciadori, Milano: Garzanti, 2002
- trad. in Tutti i romanzi, a cura di Massimo Colesanti, con un saggio di Marcel Proust, Roma: Newton Compton, 2011